# 安德斯·贝克格伦
安德斯·贝克格伦（瑞典語：Anders Bäckegren，1968年7月25日—），生于哥德堡，瑞典男子手球运动员。他曾代表瑞典国家队参加1992年夏季奥林匹克运动会手球比赛，获得一枚银牌。